# Daïra d'El Harrouch
La daïra d'El Harrouch est une circonscription administrative algérienne située dans la wilaya de Skikda. Son chef-lieu est situé sur la commune éponyme d'El Harrouch.

## Communes
La daïra est composée de cinq communes: 
- El Harrouch
- Emdjez Edchich
- Ouled Hbaba
- Salah Bouchaour
- Zerdaza